# 欧盟宪法

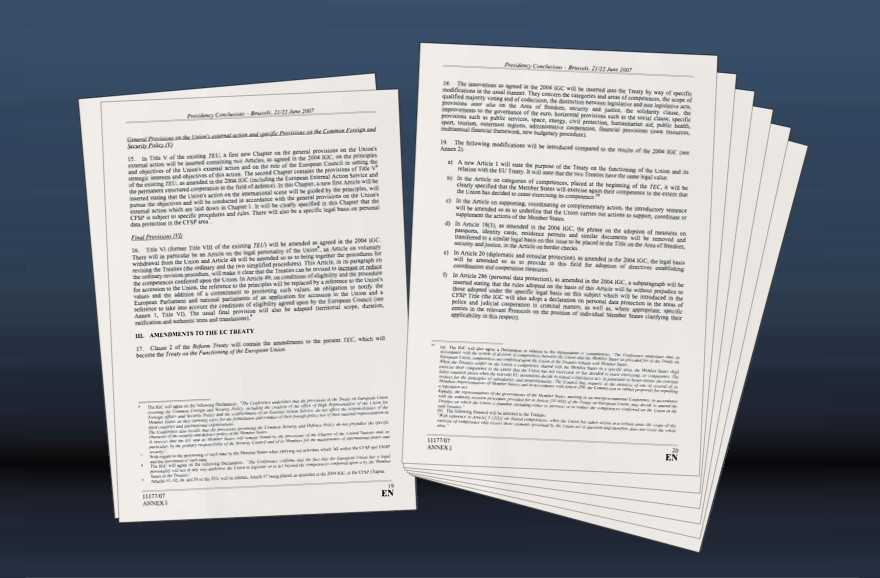
歐盟憲法

《歐盟憲法》，又稱《歐盟憲法條約》、《羅馬條約》，由歐盟憲法委員會起草，意在歐盟全體成員國統一採用的憲法。歐盟成員國於2004年簽署了建立《歐盟憲法》的協定，但在2005－2006年的各會員國公民投票過程中，被多國因爭議而擱置。2007年6月23日，欧盟各国領袖就替代《欧盟宪法条约》的新条约草案达成协议，即后来透過里斯本条约第6條賦予效力的《歐盟基本權利憲章》，并于2009年12月1日與里斯本條約一起生效。
《歐盟憲法》的起草由前法國總統瓦勒里·季斯卡·德斯坦主持，季斯卡因此被稱為「歐盟憲法之父」。

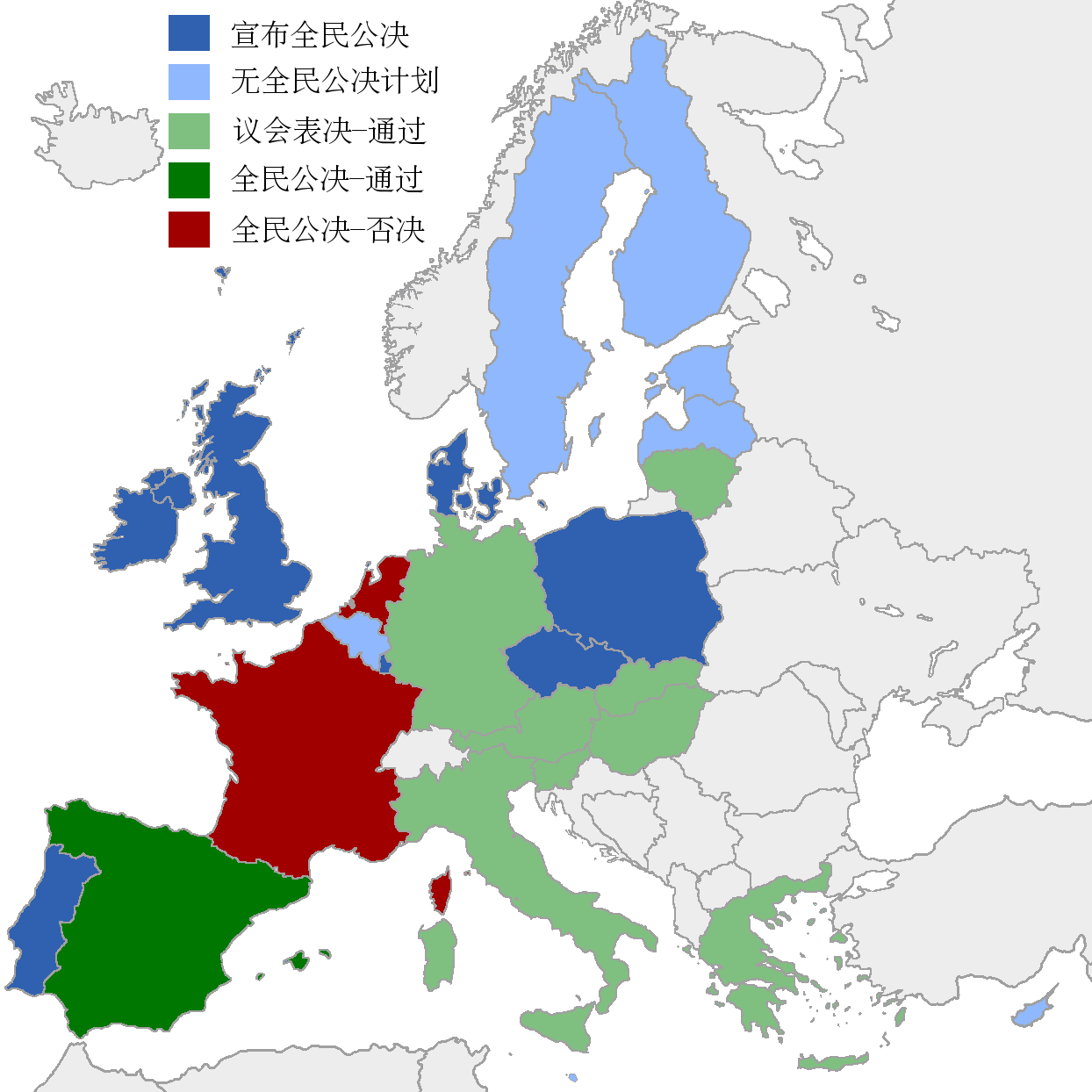
《歐盟憲法》批准圖

## 审批

### 通过公民投票複決的国家
| 成员国 | 日期                          | 结果       |
| ------ | ----------------------------- | ---------- |
| 西班牙 | 2005年2月20日                 | 是：76.7%  |
| 法國   | 2005年5月29日                 | 否：54.67% |
| 荷蘭   | 2005年6月1日                  | 否：61.54% |
| 盧森堡 | 2005年7月10日                 | 是：56.52% |
| 波蘭   | 2005年9月25日（無限期延期）   |            |
| 丹麦   | 2005年9月27日（無限期延期）   |            |
| 葡萄牙 | 2005年10月（無限期延期）      |            |
| 爱尔兰 | 2005年末（2007年公投）        |            |
| 捷克   | 以議會同意取代全民公決        |            |
| 英国   | 2006年4、5、6月（無限期延期） |            |

### 通过议会審查的国家
| 议会       | 日期           | 结果 | 结果                                                      |
| ---------- | -------------- | ---- | --------------------------------------------------------- |
| 欧洲议会   | 2005年1月12日  | 是   | 500对137通过                                              |
| 立陶宛     | 2004年11月11日 | 是   | 84对4通过                                                 |
| 匈牙利     | 2004年12月20日 | 是   | 322对12通过                                               |
| 斯洛維尼亞 | 2005年2月1日   | 是   | 79对4通过                                                 |
| 義大利     | 2005年4月6日   | 是   | 下院：436对28通过 上院：217对16通过                       |
| 希腊       | 2005年4月19日  | 是   | 268对17通过（15弃权）                                     |
| 斯洛伐克   | 2005年5月11日  | 是   | 116对27通过                                               |
| 西班牙     | 2005年5月18日  | 是   | 下院：319对19通过 上院：225对6通过                        |
| 奥地利     | 2005年5月25日  | 是   | 下院：182对1通过 上院：59对3通过                          |
| 德国       | 2005年5月27日  | 是   | 下院：569对23通过 上院：66对0通过（3弃权）                |
| 拉脫維亞   | 2005年6月2日   | 是   | 71对5通过（6弃权）                                        |
| 盧森堡     | 2005年10月25日 | 是   | 57对1通过                                                 |
| 賽普勒斯   | 2005年6月30日  | 是   | 30对19通过                                                |
| 馬爾他     | 2005年7月6日   | 是   | 65对0通过                                                 |
| 比利时     | 2006年2月8日   | 是   | 下院：118对18通过 上院：54对9通过 也已經有5個地方議會批准 |
| 爱沙尼亚   | 2006年5月9日   | 是   | 73票支持、1票反对                                         |
| 芬兰       | 2006年12月5日  | 是   | 125票赞成、39票反对、4票弃权                              |
| 捷克       | 無限期延期     |      |                                                           |
| 瑞典       | 無限期延期     |      |                                                           |

## 时间线
| 圖例： 事實上繼承 框架： 事實上的內部框架 外部框架 | 圖例： 事實上繼承 框架： 事實上的內部框架 外部框架 | 圖例： 事實上繼承 框架： 事實上的內部框架 外部框架 |                               |                          |                                |                                |                         |                                                |                                                |                                                |                                                |                                                | 歐洲聯盟（歐盟）                               | 歐洲聯盟（歐盟） | 歐洲聯盟（歐盟） | 歐洲聯盟（歐盟） |            |            |
| 圖例： 事實上繼承 框架： 事實上的內部框架 外部框架 | 圖例： 事實上繼承 框架： 事實上的內部框架 外部框架 | 圖例： 事實上繼承 框架： 事實上的內部框架 外部框架 | 歐洲各共同體                  | 歐洲各共同體             | 歐洲各共同體                   | 歐洲各共同體                   | 歐洲各共同體            | （歐盟三支柱）                                 | （歐盟三支柱）                                 | （歐盟三支柱）                                 |                                                |                                                |                                                |                  |                  |                  |            |            |
| 圖例： 事實上繼承 框架： 事實上的內部框架 外部框架 | 圖例： 事實上繼承 框架： 事實上的內部框架 外部框架 | 圖例： 事實上繼承 框架： 事實上的內部框架 外部框架 |                               |                          | 歐洲原子能共同體               | 歐洲原子能共同體               | 歐洲原子能共同體        | 歐洲原子能共同體                               | 歐洲原子能共同體                               |                                                |                                                |                                                | 現今                                           |                  |                  |                  |            |            |
| 圖例： 事實上繼承 框架： 事實上的內部框架 外部框架 | 圖例： 事實上繼承 框架： 事實上的內部框架 外部框架 | 圖例： 事實上繼承 框架： 事實上的內部框架 外部框架 |                               | 歐洲煤鋼共同體           |                                |                                |                         |                                                |                                                |                                                |                                                |                                                |                                                |                  |                  |                  |            |            |
| 圖例： 事實上繼承 框架： 事實上的內部框架 外部框架 | 圖例： 事實上繼承 框架： 事實上的內部框架 外部框架 | 圖例： 事實上繼承 框架： 事實上的內部框架 外部框架 |                               | 歐洲經濟共同體           |                                |                                |                         |                                                |                                                |                                                |                                                |                                                |                                                |                  |                  |                  |            |            |
| 圖例： 事實上繼承 框架： 事實上的內部框架 外部框架 | 圖例： 事實上繼承 框架： 事實上的內部框架 外部框架 | 圖例： 事實上繼承 框架： 事實上的內部框架 外部框架 |                               |                          |                                |                                |                         |                                                | 申根區                                         | 申根區                                         | 歐洲共同體                                     | 歐洲共同體                                     |                                                |                  |                  |                  |            |            |
| 圖例： 事實上繼承 框架： 事實上的內部框架 外部框架 | 圖例： 事實上繼承 框架： 事實上的內部框架 外部框架 | 圖例： 事實上繼承 框架： 事實上的內部框架 外部框架 | TREVI                         | TREVI                    | TREVI                          | 司法與內政合作                 |                         |                                                |                                                |                                                |                                                |                                                |                                                |                  |                  |                  |            |            |
| 圖例： 事實上繼承 框架： 事實上的內部框架 外部框架 | 圖例： 事實上繼承 框架： 事實上的內部框架 外部框架 | 圖例： 事實上繼承 框架： 事實上的內部框架 外部框架 | TREVI                         | TREVI                    | TREVI                          | 司法與內政合作                 |                         | / 北大西洋公約組織                             | / 北大西洋公約組織                             | 現今                                           | 刑事領域警務與司法合作                         | 刑事領域警務與司法合作                         |                                                |                  |                  |                  |            |            |
| 英法協約                                           | 英法協約                                           | [西方聯盟到北約]                                   | [西方聯盟到北約]              | 歐洲政治合作             | 歐洲政治合作                   | 歐洲政治合作                   | 歐洲政治合作            | / 北大西洋公約組織                             | / 北大西洋公約組織                             | 現今                                           |                                                | 共同外交與安全政策                             | 共同外交與安全政策                             |                  |                  |                  |            |            |
| 英法協約                                           | 英法協約                                           | 西方聯盟                                           | 西方聯盟                      | 西方聯盟                 | / 西歐聯盟                     | / 西歐聯盟                     | / 西歐聯盟              | [1984年羅馬宣言重新激活了西歐聯盟並轉交至歐盟] | [1984年羅馬宣言重新激活了西歐聯盟並轉交至歐盟] | [1984年羅馬宣言重新激活了西歐聯盟並轉交至歐盟] | [1984年羅馬宣言重新激活了西歐聯盟並轉交至歐盟] | [1984年羅馬宣言重新激活了西歐聯盟並轉交至歐盟] | [1984年羅馬宣言重新激活了西歐聯盟並轉交至歐盟] |                  |                  |                  |            |            |
| 英法協約                                           | 英法協約                                           | 西方聯盟                                           | 西方聯盟                      | 西方聯盟                 | / 西歐聯盟                     | / 西歐聯盟                     | / 西歐聯盟              |                                                |                                                |                                                |                                                |                                                |                                                |                  |                  |                  |            |            |
| 英法協約                                           | 英法協約                                           | 西方聯盟                                           | 西方聯盟                      | 西方聯盟                 | [社會、文化移交歐洲理事會負責] | [社會、文化移交歐洲理事會負責] | 現今                    |                                                |                                                |                                                |                                                |                                                |                                                |                  |                  | 论 编            | 论 编      |            |
|                                                    |                                                    |                                                    | 歐洲理事會                    |                          |                                |                                | 現今                    |                                                |                                                |                                                |                                                |                                                |                                                |                  |                  | 论 编            | 论 编      |            |
| 英法協約                                           | 敦克爾克條約                                       | 布魯塞爾條約                                       | 歐洲委員會法規 與北大西洋公約 | 巴黎條約與歐洲防務共同體 | 倫敦–巴黎會議                  | 羅馬條約                       | 西歐聯盟-歐洲理事會協議 | 合併條約                                       | 達維尼翁報告                                   | 歐盟高峰會成立                                 | 單一歐洲法案                                   | 申根公約                                       | 馬斯垂克條約                                   | 阿姆斯特丹條約   | 尼斯條約         | 里斯本条约       | 里斯本条约 | 里斯本条约 |